# Forest of Dean
Forest of Dean este un district nemetropolitan în Regatul Unit, în comitatul Gloucestershire din regiunea South West, Anglia.

## Orașe din cadrul districtului
- Cinderford
- Coleford
- Lydney
- Newent